# Kerry Wendell Thornley
Kerry Wendell Thornley (17 de abril de 1938 – 28 de novembro de 1998) é conhecido como o co-fundador (junto de seu amigo de infância Gregory Hill) do discordianismo, sendo conhecido nesse contexto como Omar Khayyam Ravenhurst ou simplesmente Lord Omar. Ele e Gregory Hill criaram o texto Principia Discordia, Or, How I Found Goddess, And What I Did To Her When I Found Her.
Kerry era muito ativo no movimento de publicação contracultura, escrevendo para um número de revistas e jornais underground e publicando por si mesmo muitos boletins de página única. Um desses boletins chamado Zenarchy foi publicado nos anos 60 sob o pseudônimo de Ho Chi Zen. "Zenarchy" é descrito na introdução ao volume coletado como "a ordem social que surge da meditação" e "uma abordagem não-combativa, não-participativa e não-política ao anarquismo, com o objetivo de chamar a atenção do sério pensamento estudantil."